# Krupski (nazwisko)
Krupski (forma żeńska: Krupska; liczba mnoga: Krupscy) – polskie nazwisko, pierwsza wzmianka ukazała się w 1473 roku.

## Etymologia nazwiska
Krupski jest to nazwisko odmiejscowe, powstało poprzez dodanie formantu ski do nazwy miejscowej Krupe (wieś w gminie Krasnystaw).

## Rody szlacheckie
Herbarze wymieniają kilka polskich rodów szlacheckich noszących to nazwisko. Byli to  Krupscy herbu: Korczak, Lew II, Lewart, Szeliga i herbu Kopacz. Największe znaczenie w I Rzeczypospolitej osiągnęli Krupscy herbu Korczak, właściciele majątku ziemskiego Krupe w ziemi chełmińskiej. Jerzy Krupski, który uratował królewicza  Jana Olbrachta podczas bitwy pod Koszycami,  wzniósł w Krupem zamek obronny.

## Demografia
Zgodnie z serwisem heraldycznym  nazwiskiem tym w Polsce na początku lat 90. XX w. pod względem liczby osób o danym nazwisku zarejestrowanych w bazie PESEL posługiwało się 2745 osób.
W 2013 nazwisko Krupski/Krupska nosiły 2964 osoby, najwięcej zameldowanych było w Warszawie (152), w powiecie radzyńskim (127), Łodzi (110), we Wrocławiu (110) oraz w powiecie radomszczańskim (84).

## Znani przedstawiciele
- Andrzej Kurbski (1528–1583) w Wielkim Księstwie Litewskim był odnotowany w dokumentach pod nazwiskiem Krupski herbu Lewart.
- Nadieżda Krupska (1869–1939)
- Beata Krupska-Tyszkiewicz (ur. 1970)

Zobacz więcej na stronie ujednoznaczniającej Krupski, w sekcji Osoby noszące nazwisko Krupski.